# Saline di Aveiro

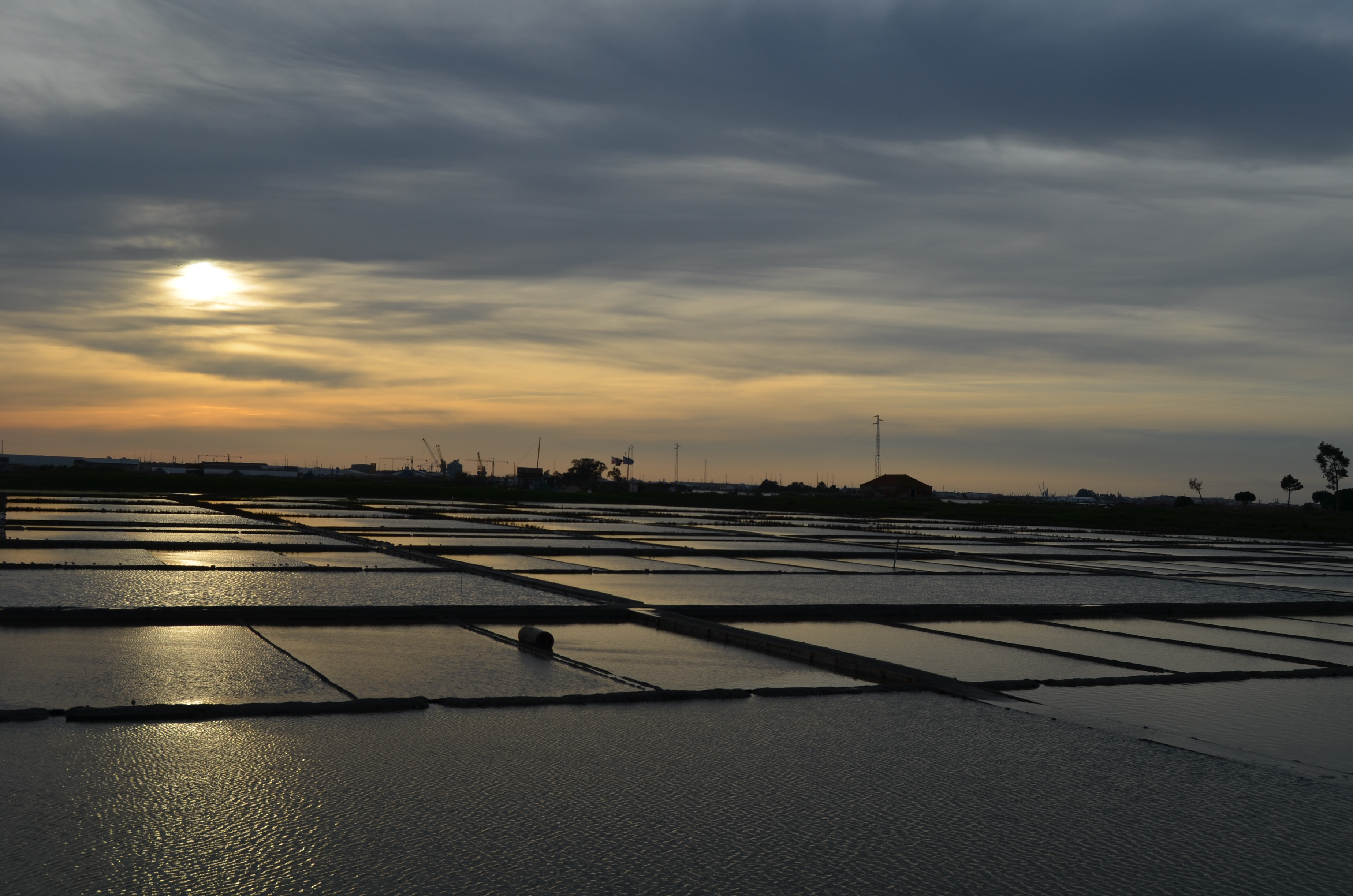
Saline di Aveiro al tramonto.

Le Saline di Aveiro sorgono su una vasta area di estrazione del sale situata nella ria di Aveiro, distretto di Aveiro, nella regione centrale del Portogallo.

## Storia

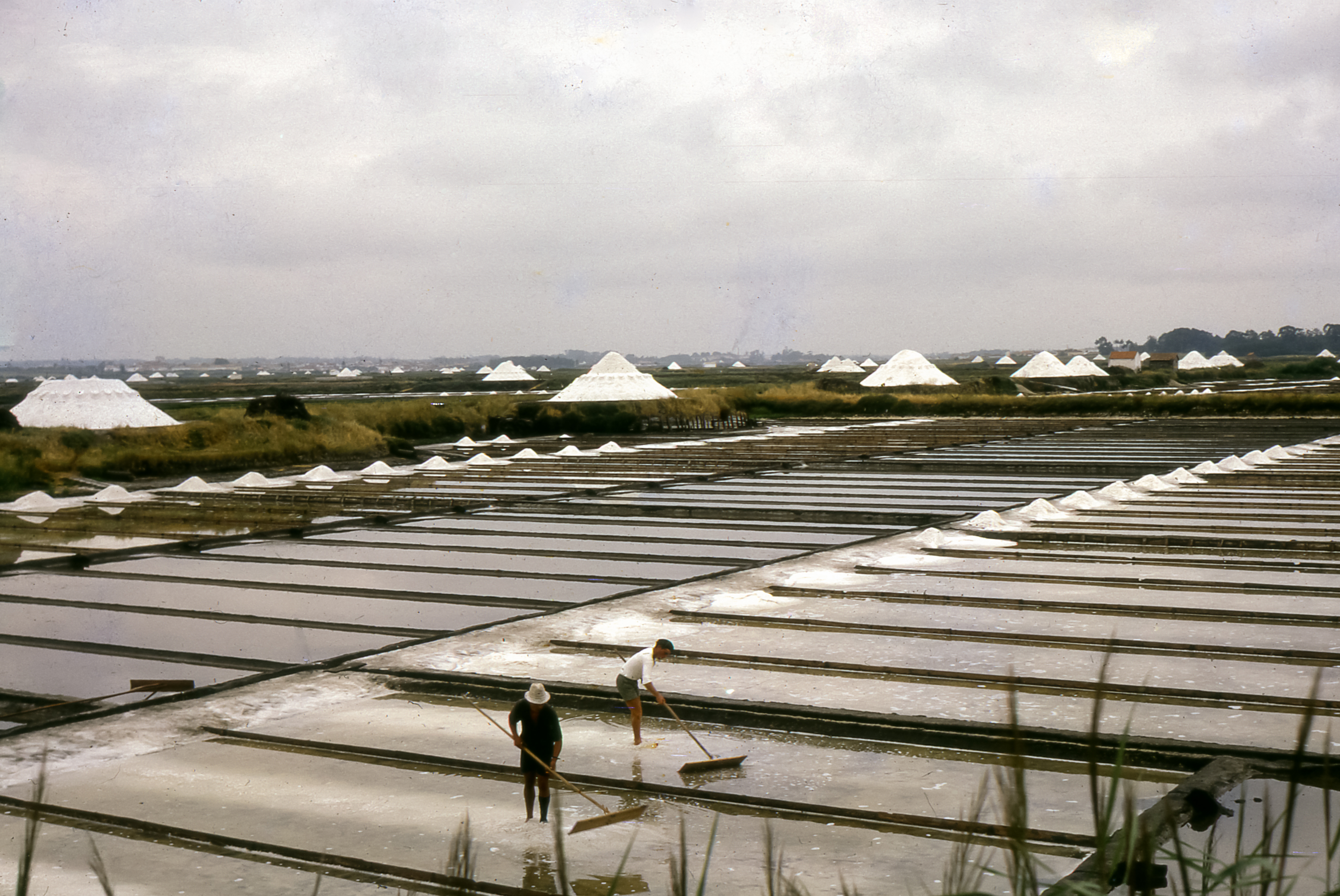
Le saline di Aveiro nel 1967

Lo sfruttamento del sale nella regione di Aveiro risale a un'epoca anteriore all'esistenza della stessa ria di Aveiro, essendo il primo documento scritto sulle terre salate di Aveiro precedente alla fondazione della nazionalità da parte della monarchia.
Nel corso dei secoli, l'instabilità della lingua di terra che la isola dal mare è stata un fattore decisivo nella variazione del numero e della produzione delle saline, provocando periodi di decadenza, intervallati da periodi molto favorevoli per la produzione, come accadde nel 1572, anno in cui, data la favorevole situazione della striscia di sabbia in combinazione con l'alto e crescente indice commerciale e marittimo, Aveiro è diventato uno dei migliori porti del Portogallo, con un forte aumento del commercio di sale e della pesca del merluzzo. Nel 1808 fu finalmente aperto il nuovo sistema artificiale che consente l'ingresso dell'acqua di mare, un fatto che si è rivelato di eccezionale importanza per il futuro di Aveiro e della sua intera regione.

## Morfologia

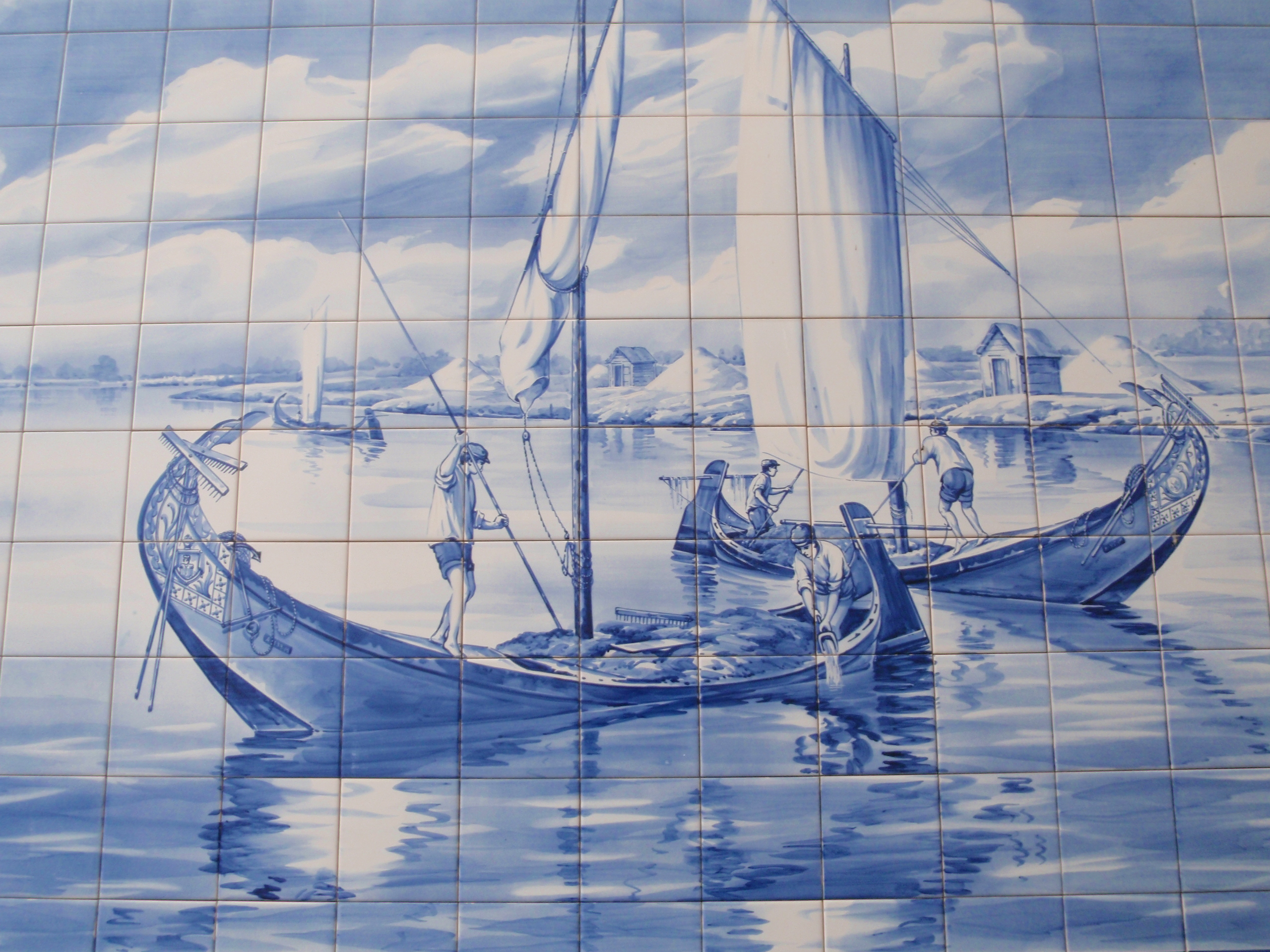
Pannello di piastrelle con i moliceiros nelle saline di Aveiro.

Morfologicamente, la ria de Aveiro è un sistema lagunare . Questo sistema comprende degli acquitrini salati (che sono un habitat / zona umida umida, con vegetazione caratteristica che sopporta il terreno salinizzato, chiamata vegetazione alofila) che confina con le isole dove si trovano le saline. Negli ultimi decenni la regione paludosa è diminuita in modo significativo, in particolare a causa della costruzione del porto.
Sebbene le saline siano un habitat artificiale, sono di grande valore per gli uccelli marini, consentendo un notevole equilibrio tra lo sfruttamento economico di una risorsa e la conservazione delle risorse naturali. Oltre all'interesse paesaggistico delle saline, queste sono anche un santuario della biodiversità grazie alle differenze di salinità, profondità e formazioni vegetali al loro interno, consentendo la coesistenza di una vasta gamma di organismi in un'area relativamente limitata.
Per gli uccelli, le saline hanno ancora l'attrattiva di non essere influenzate dal ciclo quotidiano delle maree, mantenendo l'acqua bassa e offrendo loro condizioni di alimentazione e riparo particolarmente vantaggiose. Delle trenta specie di uccelli della ría di Aveiro, due usano quasi esclusivamente le saline per nidificare.
Anno dopo anno, la mancanza di competitività nella produzione di sale tradizionale, il principale elemento economico che ha portato alla creazione di un insieme di isole, dove per anni l'estrazione del sale è stata l'attività di base che ha sostenuto tutti gli investimenti nei muretti di protezione di queste aree, ha portato a un progressivo degrado delle vecchie saline ormai abbandonate e porterà, se non si fa nulla, alla loro distruzione. Le maree, attraverso la loro azione naturale, e le barche a motore che circolano nei canali che non erano adatti per questa attività, continueranno il loro inesorabile lavoro di usura e distruzione. Da questa realtà vecchi di cinquant'anni, oggi rimangono solo nove saline attive. Ciò significa che oggi la produzione è considerevolmente ridotta rispetto ai registri, alle indagini e alle indagini sulla raccolta del sale fatte in altri tempi.

## Rivitalizzazione dell'attività salina

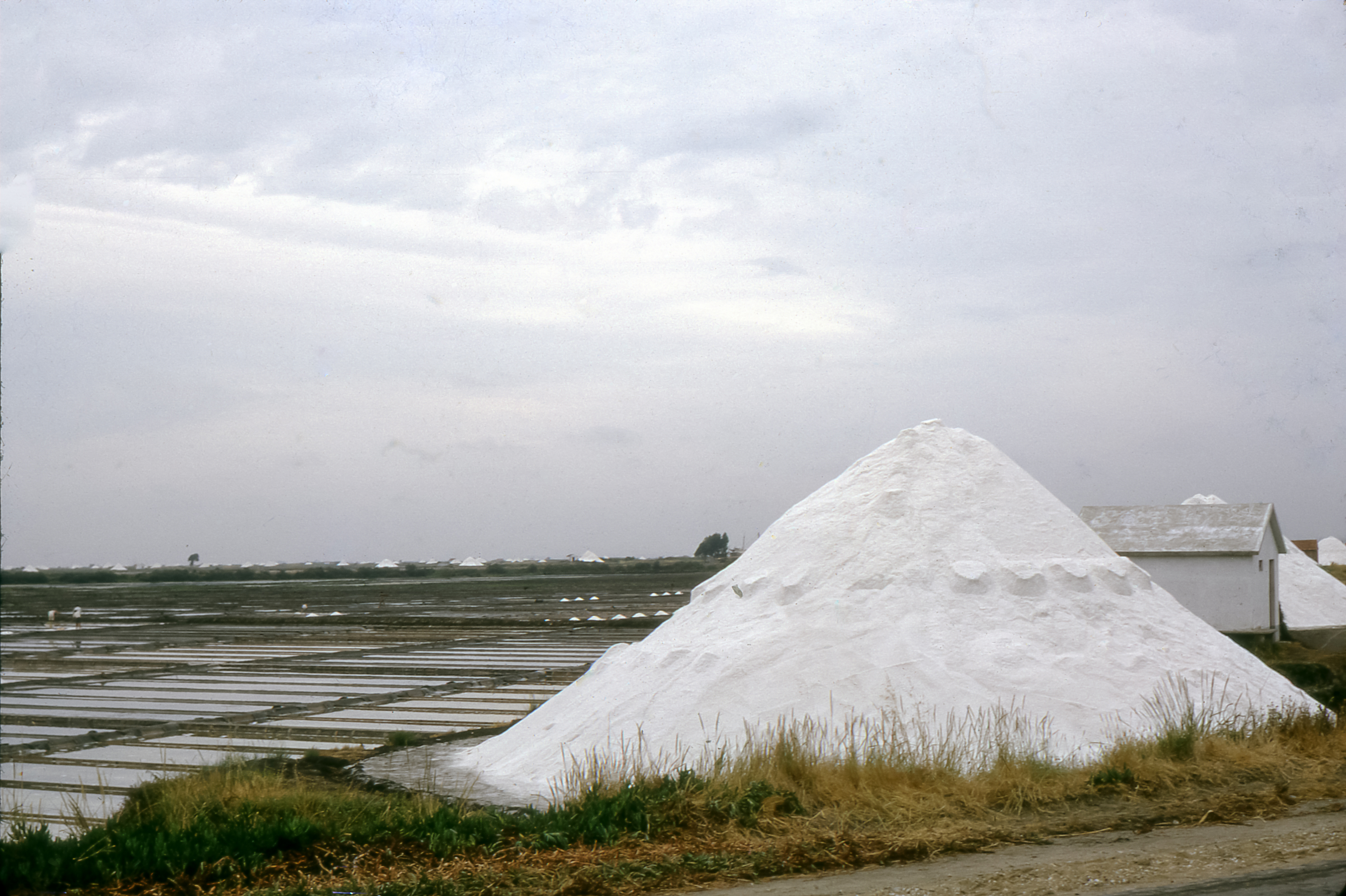
Saline di Aveiro nel 1967.

- Sale - Prodotto artigianale al 100% il cui processo produttivo dipende solo dalle condizioni naturali e dall'intervento umano. Il risultato è un sale di eccellente gusto, consistenza e che si presenta in una forma particolarmente attraente. L'estrazione manuale del sale viene eseguita da marnotos con strumenti di legno non trattato, quindi non vi è alcun contatto con alcun tipo di metallo o sostanza che alteri il sapore genuino del sale.[3]
- Utilizzato nei cosmetici - Il sale marino di Aveiro è un componente utilizzato anche nei prodotti cosmetici. Alcuni esempi sono: sapone salato, sali da bagno, creme idratanti, esfolianti, abbronzanti e dopobarba.[4]
- Fiore di sale - Questo è lo strato sottile che galleggia sulla superficie delle saline. I primi fragili cristalli vengono accuratamente estratti ogni giorno. Prima di essere confezionati vengono essiccati al sole. Il fior di sale viene solitamente utilizzato in insalate, zuppe, verdure cotte e pesce grigliato o piatti di carne per accentuare il sapore del cibo.
- Salicornia - Lo sfruttamento delle risorse vegetali delle zone saline degli estuari aveva il suo apice al momento della raccolta del moliço, ovvero di quelle specie vegetali che proliferano in acque basse fortemente illuminate e sono raccolte allo scopo di alimentare gli animali. L'importanza di questa attività è riassunta nel nome che ancora oggi hanno e barche tradizionali della zona: moliceiros.  Alcune di queste piante sono state rivalutate di recente. La salicornia ramosissima, nota come salicornia è una pianta annuale di circa 3-40 centimetri di altezza, con steli carnosi e piacevole sapore salato, che di solito si trovano sulle rive dei canali e dei torrenti della ría di Aveiro. Diverse specie di salicornia sono utilizzate per il cibo, non solo nelle insalate, ma anche come "sale verde" al posto del sale da tavola. Per molti, questa erba è sconosciuta, ma è utilizzata come sostituto del sale nelle insalate o anche piatti più complessi, oltre che usata fresca o sottaceto.[5]
- Progetto educativo - Attraverso visite pedagogicamente integrate di scuole e gruppi di studenti, promuovendo lo studio dell'ecosistema dell'estuario dell'Aveiro.
- Acquacoltura - Sviluppo delle attività di acquacoltura delle specie autoctone di ría de Aveiro.
- Turismo e tempo libero - Esiste un interesse turistico basato sulla diffusione della cultura tradizionale della ría e del turismo naturalistico (osservazione degli uccelli) nonché una componente specifica della pesca sportiva.

## Nuovi mercati e nuovi prodotti

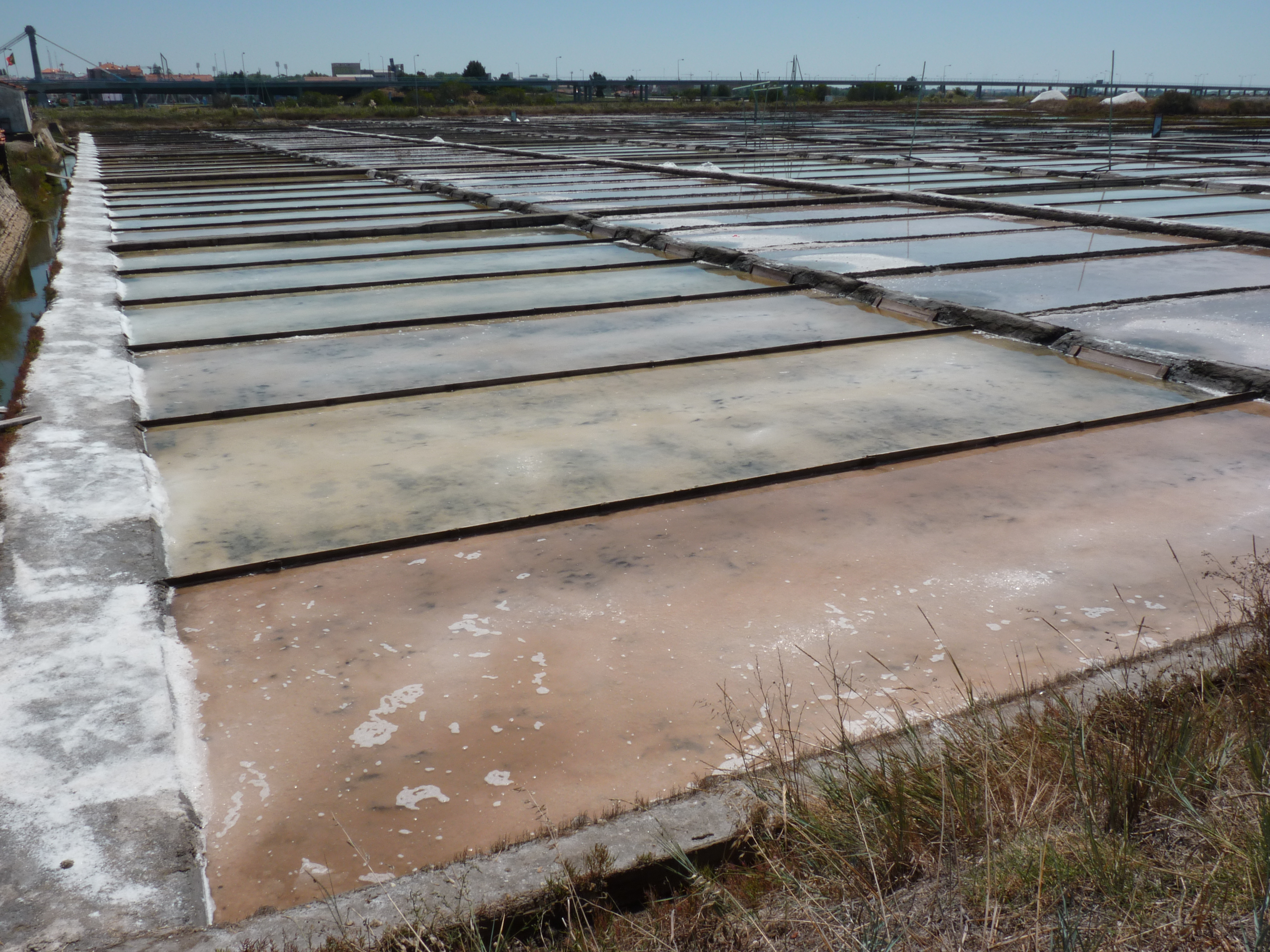
Le saline in attività

Il sale rimane uno dei simboli identitari di Aveiro e una ragione per visitare la città, associata all'interesse per l'unicità del paesaggio lagunare che offre la ría. Se i dati disponibili sembrano mostrare uno scenario poco promettente per il sale di Aveiro, alcuni attori credono nella sua redditività economica, sebbene con valenze che vanno oltre la produzione artigianale e la commercializzazione diretta del prodotto. La ricerca di nuovi mercati / nuovi prodotti, a garanzia della continuità di questa attività e dell'utilizzo dei programmi dei fondi strutturali comunitari, è vista come un'opportunità per rilanciare il settore.